# Museum Neukirchen-Vluyn
Das Museum Neukirchen-Vluyn ist ein Museum für Stadtgeschichte in Neukirchen-Vluyn im Ortsteil Vluyn (Pastoratstraße 1). Das Museumsarchiv befindet sich in der Hans-Böckler-Straße 26.

## Geschichte
Die Museumsgeschichte begründet sich auf den Sammlungen Wilhelm Maas’ (1924–2003) des Heimat- und Verkehrsvereins Vluyn. Seine Sammlungen bildeten das Fundament der heutigen Museumsexponate. Die Sammlung wurde zunächst seit 1976 in der Kulturhalle ausgestellt. Ab 1978 wurde die Kulturhalle zum Heimatmuseum.
1989 wurde das Museum nach einer mehrjährigen Um- und Ausbauphase neueröffnet.
Die LVR-Unterstützung mündete in einer von 2016 bis 2018 folgenden Neukonzeption.

## Themen der Dauerausstellung
Die Stadtgeschichte steht im Vordergrund der Ausstellung. „Warenwelt“ und „Textilgeschichte“, „Handel und Berufe“, „Schulgeschichte“, „Mühlen, Transmission und Dampfmaschine“, „Soziales Engagement als Antwort auf die Industrialisierung – Andreas Bräm und der Erziehungsverein“ und „Nationalsozialismus in Neukirchen-Vluyn“ sowie das „Familienmuseum“ stehen den Besucherinnen und Besuchern offen.